# SN 1999ef
SN 1999ef – supernowa typu Ia odkryta 6 października 1999 roku w galaktyce UGC 607. Jej maksymalna jasność wynosiła 15,72m.